# گاز در ترکیه
گاز فسیلی بیش از یک چهارم از انرژی ترکیه را تامین می‌کند. این کشور 50 تا 60 میلیارد متر مکعب از این گاز را در هر سال مصرف می‌کند، تقریبا تمامی آن وارد می‌شود. پیش‌بینی می‌شود که یک میدان گازی بزرگ در دریای سیاه در سال 2023 به بهره‌برداری خواهد رسید.
پس از تهاجم روسیه به اوکراین در سال 2022، چندین کشور اروپایی خرید نفت یا گاز روسیه را متوقف کردند، اما روابط ترکیه با روسیه به اندازه‌ای خوب است که به خرید هر دو ادامه می‌دهد. ترکیه تقریبا نیمی از گاز خود را از روسیه دریافت می کند. از سال 2023 گاز عمده گران است و بخش بزرگی از قبض واردات است.
خانوارها بیشترین میزان گاز را خریداری می‌کنند و صنایع و نیروگاه‌ها در رتبه‌های بعدی قرار دارند. بیش از 80% از جمعیت به گاز دسترسی دارند و بیش از نیمی از نیاز حرارتی کشور از طریق گاز تامین می‌شود. از آنجا که BOTAS به عنوان یک عمده فروش دولتی نفت و گاز 80% از بازار گاز را در اختیار دارد، دولت می‌تواند به مصرف‌کنندگان خانگی و صنعتی گاز یارانه بدهد و این کار را نیز انجام می‌دهد.

## تاریخچه
اداره کل تحقیقات معدنی و اکتشافات در سال 1935 شکل گرفت اما به مقدار بسیار کمی گاز دست پیدا کرد. بهترین راه واردات گاز از طریق خطوط لوله و از کشورهای همسایه است و اولین واردات از روسیه در سال 1986 انجام شد و پس از آن از ایران. با این حال، خط لوله‌ای که از آذربایجان می‌آید در سال 2007 کار خود را آغاز کرد.
گاز مایع (LNG) اولین بار در سال 1994 از الجزیره و در سال 1999 از نیجریه وارد شد. مصرف گاز در اوایل قرن 21 افزایش پیدا کرد. در حدفاصل سال‌های 2000 تا 2020، سهم انرژی وارداتی از 50% تا 70% افزایش پیدا کرد. در سال 2019، شورای اروپا به حفاری ترکیه در مدیترانه شرقی اعتراض کرد. در سال 2022 قطع ناگهانی گاز توسط ایران مشکلاتی را برای صنعت ترکیه به وجود آورد. برخی از تحلیلگران می‌گویند که ترکیه از ذخایر گاز کافی یا منابع جایگزین برای مقابله با فشار برخوردار نیست و زمانی که روسیه خطوط گاز خود را به منظور انجام تعمیرات بست (مثلا تعطیلی 10 روزه Bluestream در سال 2022 با اطلاع رسانی 2 روزه) با این کار قصد اعمال فشار سیاسی داشت.

## ژئوپولیتیک
بر خلاف برخی از کشورهای اروپایی که پس از تهاجم روسیه به اوکراین در سال 2022 خرید گاز یا نفت از روسیه را متوقف کردند، روابط ترکیه با روسیه به شکلی است که هنوز این دو مورد را خریداری می‌کند. چین و ترکیه بیشترین میزان گاز را از روسیه خریداری می‌کنند. گفته می‌شود که گاهی اوقات ارائه گزارش کامل درباره ژئوپولیتیک انرژی برای رسانه‌ها در ترکیه دشوار است. اردوغان رئیس جمهور این کشور در سال 2022 گفت که ترکیه به دلیل وابستگی به واردات نمی‌تواند به تحریم‌های روسیه بپیوندد. شرکت دولتی اکتشاف و تولید نفت و گاز ترکیه TPAO امیدوار است که بتواند به اکتشاف نفت و گاز در آب‌های لیبی بپردازد. با لیبی نیز یادداشت تفاهمی امضا گردید اما بعداً توسط دادگاه لیبی به حالت تعلیق درآمد. ترکیه به دلیل مناقشه‌ای که بر سر مناطق دریایی قبرس و ترکیه وجود دارد با بعضی از اکتشافات گاز توسط جمهوری قبرس مخالف است.
در بخش شمالی عراق، دو حزب رقیب اتحادیه میهنی کردستان (PUK) و حزب دمکرات کردستان (KDP) باید برای احداث خط لوله جدیدی با کوتاه‌ترین مسیر ممکن، به توافق برسند، زیرا این خط لوله از چاه‌هایی در بخشی از اقلیم کردستان که تحت کنترل PUK است آغاز می‌شود و  از بخش تحت کنترل KDP عبور می‌کند.